# Дрямка
„Дрямка“ е български игрален филм (драма, късометражен) от 1965 година, по сценарий и режисура на Георги Стоянов. Оператор е Ивайло Тренчев. Музиката във филма е композирана от Кирил Дончев.

## Актьорски състав
- Михаил Михайлов
- Илка Зафирова
- Крикор Азарян
- Илия Добрев
- Георги Георгиев
- Бончо Урумов
- Леда Тасева
- Марин Янев
- Христо Илиев-Чарли
- Асен Георгиев